# Michele Porcari
Michele Giuseppe Porcari (Matera, 5 ottobre 1959) è un politico e avvocato italiano.

## Biografia
Avvocato, è sindaco di Matera dal 2002 al 2007 a capo della coalizione de L'Ulivo.
Dall'ottobre 2018 è presidente della Camera penale di Matera.